# Campeonato Mundial de Ciclismo de Montaña – Campo a través masculino
La prueba de campo a través masculino del Campeonato Mundial de Ciclismo de Montaña se disputa desde 1990 (en 2021 se introdujo la prueba de distancia corta). A continuación se muestran los ganadores de medalla de todas las ediciones.

## Palmarés

### Distancia estándar
| Núm.   | Año  | Sede                               | Oro                                | Plata                              | Bronce                              |
| ------ | ---- | ---------------------------------- | ---------------------------------- | ---------------------------------- | ----------------------------------- |
| I      | 1990 | Durango ( Estados Unidos)          | Edmund Overend Estados Unidos      | Thomas Frischknecht · Suiza        | Tim Gould Reino Unido               |
| II     | 1991 | Barga · ( Italia)                  | John Tomac Estados Unidos          | Thomas Frischknecht · Suiza        | Edmund Overend Estados Unidos       |
| III    | 1992 | Bromont · ( Canadá)                | Henrik Djernis Dinamarca           | Thomas Frischknecht · Suiza        | David Baker Reino Unido             |
| IV     | 1993 | Métabief ( Francia)                | Henrik Djernis Dinamarca           | Marcel Gerritsen · Países Bajos ·  | Jan Erik Østergaard Dinamarca       |
| V      | 1994 | Vail ( Estados Unidos)             | Henrik Djernis Dinamarca           | David Juarez Estados Unidos        | Bart Brentjens · Países Bajos       |
| VI     | 1995 | Kirchzarten · ( Austria)           | Bart Brentjens · Países Bajos ·    | Miguel Martinez Francia            | Jan Erik Østergaard Dinamarca       |
| VII    | 1996 | Cairns ( Australia)                | Thomas Frischknecht · Suiza ·      | Rune Høydahl · Noruega ·           | Hubert Pallhuber · Italia           |
| VIII   | 1997 | Château-d'Œx · ( Suiza)            | Hubert Pallhuber · Italia          | Henrik Djernis Dinamarca           | Luca Bramati · Italia               |
| IX     | 1998 | Mont-Sainte-Anne · ( Canadá)       | Christophe Dupouey Francia         | Jérôme Chiotti Francia             | Filip Meirhaeghe · Bélgica          |
| X      | 1999 | Åre · ( Suecia)                    | Michael Rasmussen Dinamarca        | Miguel Martinez Francia            | Filip Meirhaeghe · Bélgica          |
| XI     | 2000 | Sierra Nevada · ( España)          | Miguel Martinez Francia            | Roland Green · Canadá              | Bart Brentjens · Países Bajos       |
| XII    | 2001 | Vail ( Estados Unidos)             | Roland Green · Canadá              | Thomas Frischknecht · Suiza        | Christoph Sauser · Suiza            |
| XIII   | 2002 | Kaprun · ( Austria)                | Roland Green · Canadá              | Filip Meirhaeghe · Bélgica         | Thomas Frischknecht · Suiza         |
| XIV    | 2003 | Lugano · ( Suiza)                  | Filip Meirhaeghe · Bélgica         | Ryder Hesjedal · Canadá            | Roel Paulissen · Bélgica            |
| XV     | 2004 | Les Gets ( Francia)                | Julien Absalon Francia             | Cédric Ravanel Francia             | Thomas Frischknecht · Suiza         |
| XVI    | 2005 | Livigno · ( Italia)                | Julien Absalon Francia             | Christoph Sauser · Suiza           | José Antonio Hermida · España       |
| XVII   | 2006 | Rotorua ( Nueva Zelanda)           | Julien Absalon Francia             | Christoph Sauser · Suiza           | Fredrik Kessiakoff · Suecia         |
| XVIII  | 2007 | Fort William ( Reino Unido)        | Julien Absalon Francia             | Ralph Näf · Suiza                  | Florian Vogel · Suiza               |
| XIX    | 2008 | Val di Sole · ( Italia)            | Christoph Sauser · Suiza           | Florian Vogel · Suiza              | Ralph Näf · Suiza                   |
| XX     | 2009 | Camberra ( Australia)              | Nino Schurter · Suiza              | Julien Absalon Francia             | Florian Vogel · Suiza               |
| XXI    | 2010 | Mont-Sainte-Anne · ( Canadá)       | José Antonio Hermida · España      | Jaroslav Kulhavý · República Checa | Burry Stander Sudáfrica             |
| XXII   | 2011 | Champéry ( Francia)                | Jaroslav Kulhavý · República Checa | Nino Schurter · Suiza              | Julien Absalon Francia              |
| XXIII  | 2012 | Leogang / Saalfelden · ( Austria)  | Nino Schurter · Suiza              | Lukas Flückiger · Suiza            | Mathias Flückiger · Suiza           |
| XXIV   | 2013 | Pietermaritzburg ( Sudáfrica)      | Nino Schurter · Suiza              | Manuel Fumic · Alemania            | José Antonio Hermida · España       |
| XXV    | 2014 | Hafjell / Lillehammer · ( Noruega) | Julien Absalon Francia             | Nino Schurter · Suiza              | Marco Aurelio Fontana · Italia      |
| XXVI   | 2015 | Vallnord · ( Andorra)              | Nino Schurter · Suiza              | Julien Absalon Francia             | Ondřej Cink · República Checa       |
| XXVII  | 2016 | Nové Město · ( República Checa)    | Nino Schurter · Suiza              | Jaroslav Kulhavý · República Checa | Julien Absalon Francia              |
| XXVIII | 2017 | Cairns ( Australia)                | Nino Schurter · Suiza              | Jaroslav Kulhavý · República Checa | Thomas Litscher · Suiza             |
| XXIX   | 2018 | Lenzerheide · ( Suiza)             | Nino Schurter · Suiza              | Gerhard Kerschbaumer · Italia      | Mathieu van der Poel · Países Bajos |
| XXX    | 2019 | Mont-Sainte-Anne · ( Canadá)       | Nino Schurter · Suiza              | Mathias Flückiger · Suiza          | Stéphane Tempier Francia            |
| XXXI   | 2020 | Leogang · ( Austria)               | Jordan Sarrou Francia              | Mathias Flückiger · Suiza          | Titouan Carod Francia               |
| XXXII  | 2021 | Val di Sole · ( Italia)            | Nino Schurter · Suiza              | Mathias Flückiger · Suiza          | Victor Koretzky Francia             |
| XXXIII | 2022 | Les Gets ( Francia)                | Nino Schurter · Suiza              | David Valero Serrano · España      | Luca Braidot · Italia               |
| XXXIV  | 2023 | Glasgow ( Reino Unido)             | Thomas Pidcock Reino Unido         | Samuel Gaze Nueva Zelanda          | Nino Schurter · Suiza               |
| XXXV   | 2024 | Pal Arinsal · ( Andorra)           | Alan Hatherly Sudáfrica            | Victor Koretzky Francia            | Thomas Pidcock Reino Unido          |

### Distancia corta
| Núm.     | Año  | Sede                     | Oro                                | Plata                        | Bronce                       |
| -------- | ---- | ------------------------ | ---------------------------------- | ---------------------------- | ---------------------------- |
| I – XXXI | —    | No realizado             | No realizado                       | No realizado                 | No realizado                 |
| XXXII    | 2021 | Val di Sole · ( Italia)  | Christopher Blevins Estados Unidos | Henrique Avancini · Brasil   | Maximilian Brandl · Alemania |
| XXXIII   | 2022 | Les Gets ( Francia)      | Samuel Gaze Nueva Zelanda          | Filippo Colombo · Suiza      | Thomas Litscher · Suiza      |
| XXXIV    | 2023 | Glasgow ( Reino Unido)   | Samuel Gaze Nueva Zelanda          | Victor Koretzky Francia      | Thomas Pidcock Reino Unido   |
| XXXV     | 2024 | Pal Arinsal · ( Andorra) | Victor Koretzky Francia            | Charlie Aldridge Reino Unido | Alan Hatherly Sudáfrica      |

## Medallero histórico
- Actualizado a Pal Arinsal 2024 (incluye la prueba de carrera corta, realizada desde el Mundial de 2021).

| Núm. | País            | Oro | Plata | Bronce | Total |
| ---- | --------------- | --- | ----- | ------ | ----- |
| 1    | Suiza           | 12  | 15    | 10     | 37    |
| 2    | Francia         | 9   | 8     | 5      | 22    |
| 3    | Dinamarca       | 4   | 1     | 2      | 7     |
| 4    | Estados Unidos  | 3   | 1     | 1      | 5     |
| 5    | Canadá          | 2   | 2     | 0      | 4     |
| 6    | Nueva Zelanda   | 2   | 1     | 0      | 3     |
| 7    | República Checa | 1   | 3     | 1      | 5     |
| 8    | Italia          | 1   | 1     | 4      | 6     |
| 8    | Reino Unido     | 1   | 1     | 4      | 6     |
| 10   | Bélgica         | 1   | 1     | 3      | 5     |
| 10   | Países Bajos    | 1   | 1     | 3      | 5     |
| 12   | España          | 1   | 1     | 2      | 4     |
| 13   | Sudáfrica       | 1   | 0     | 2      | 3     |
| 14   | Alemania        | 0   | 1     | 1      | 2     |
| 15   | Brasil          | 0   | 1     | 0      | 1     |
| 15   | Noruega         | 0   | 1     | 0      | 1     |
| 17   | Suecia          | 0   | 0     | 1      | 1     |
|      | TOTAL           | 39  | 39    | 39     | 117   |